# Microsoft Narrator
O Microsoft Narrator é um utilitário de acessibilidade desenvolvido pela Microsoft, incluido em todas as cópias do Microsoft Windows. Serve para narrar o que aparece na tela do computador, permitindo assim que deficientes visuais tenham algum acesso Microsoft Windows sem a necessidade de instalar software adicional, desde que o computador inclua uma placa de som e altofalantes.